# Benigànim
Benigànim, en valencien et officiellement, (Benigánim en castillan), est une commune de la province de Valence, dans la Communauté valencienne, en Espagne. Elle est située dans la comarque de la Vall d'Albaida et dans la zone à prédominance linguistique valencienne.

## Géographie

Localisation de Benigànim
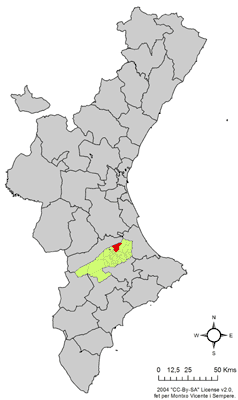
dans la Communauté valencienne.
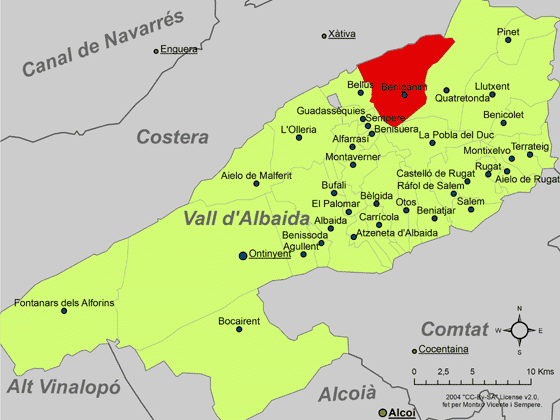
dans la comarque de la Vall d'Albaida.

## Jumelage
- Benigànim est jumelé avec la ville de Châtenoy-le-Royal, à côté de Chalon-sur-Saône.

### Sources
- (es) Varaciones de los municipios de España desde 1842, Ministerio de administraciones públicas, octobre 2008, 364 p. (lire en ligne) [PDF]